# أياكو إيكيدا
أياكو إيكيدا (باليابانية: 池田綾子؛ بالكانا: いけだ あやこ) هي مغنية مؤلفة يابانية، ولدت في 1 يونيو 1978 في طوكيو في اليابان.

## وصلات خارجية
- الموقع الرسمي
- أياكو إيكيدا على موقع ميوزك برينز (الإنجليزية)
- أياكو إيكيدا على موقع ديسكوغز (الإنجليزية)